# 세계델픽위원회
세계델픽위원회(IDC; International Delphic Council)는 델픽(Delphic)을 위해 설립된   문화예술기구이다.
1994년  독일의 키르슈(J. Christian B. Kirsch)가  제안하여5개 대륙 18개국의 대표들이 참석하여 조직하였다.  현  사무총장인   크리스찬 키르쉬는 독일 출신으로서 그리스 문화성 고문을 역임했다.

2006년 세계델픽조직위원회 상임이사회는 뉴델리(인도)와 경쟁을 벌이던 제주를 2009년 제3회 세계델픽대회 개최지로 선정하여 .'자연과 더불어(Tuning into Nature'를 주제로 한 제3회 대회를 9일부터 15일까지  개최되었다. 
2004년 모스크바에 설립된 세계델픽위원회(International Delphic Committee) 도 있었다.

## 델픽대회
델픽(Delphic)이라는 이름은 아폴로 신전이 있는 고대 그리스의 성지 델피에서 온 것이다. 델피에서는 기원전 6세기경부터 AD 394년에 이르기까지 약 1천년 간 델픽게임이 열렸다. 올림픽게임이 군사훈련을 위한 스포츠 제전으로 발전되어나간 것과는 대조적으로 델픽게임은 아폴로에게 바쳐진 제전답게 Lyra, Flute, Ghitarra 등의 악기와 노래, 판토마임, 연극 등을 경연하는 예술제전이었다.
오늘날의 델픽운동은 올림픽운동에서 간과되고 있는 예술경연 부분을 보완할 수 있는 세계적인 문화제전의 필요성을 절감했던 독일의 키르쉬의 주창으로 시작되었다. 그 노력이 결실을 거두어 1994년 18개국의 대표들이 베를린에 모여 처음으로 국제델픽위원회(IDC)가 출범하게 되었다. 이것은 고대 델픽게임이 중단된 지 1600년 만에 그리고 근대 올림픽운동이 시작된 지 100년 만에 이루어진 역사적인 사건이다.
- 1회  모스크바
- 2회  쿠칭
- 3회  제주 2009

1. ↑  박상용 (2008.08.17). “문화예술올림픽 '델픽 (Delphic)'”. 중부매일.